# АБВГД Ltd
«АБВГД Ltd» — российский телесериал, транслировавшийся на 1-м канале Останкино. Первый на постсоветском телевидении сериал о подростках, снятый в форме телеколледжа. Сериал должен был рассказывать людям о новых экономических реалиях, терминах, законах.

## О сериале
Молодёжный сериал, выдержанный в революционном для российского телевидения формате. В 1992 году на российском телевидении впервые появился сериал о подростках, который говорил с ними на одном языке — в форме так называемого телеколледжа. Телевизионщики обрадовались свободе, которую обрели сразу же после распада Советского Союза. Увы, по тем же самым причинам они не могли себе позволить слишком роскошных бюджетов. Зато смогли заполучить в актёрский состав целую плеяду молодых дарований, чьи имена потом стали прекрасно знакомы всем поклонникам российского кино и телевидения. 

## В ролях
- Антон Табаков — Серёжа
- Роман Рябов
- Кирилл Гребенщиков — Макс
- Авангард Леонтьев — папа Кати и Макса
- Мария Порошина — Катя
- Ярослав Бойко
- Гоша Куценко  — Виктор, бандит
- Олег Феоктистов
- Виктор Камаев